# Rolf Reclam
Rolf Philipp Hans Reclam (* 1. September 1913 in Leipzig; † 1977 in Stuttgart) war ein deutscher Verleger.

## Leben
Rolf war der Sohn von Hans Emil Reclam der die Firma 1920 mit seinem Bruder Ernst Reclam in Leipzig übernahm. Nach der Meisterschule für Buchdrucker und einer Lehre beim Oldenbourg-Verlag in München stieg Rolf Reclam nach seinem Betriebsleiterdiplom 1947 in die Geschäftsführung des Reclam-Verlages auf.
Schon 1946 traten Ernst Reclams Sohn Heinrich und sein Neffe Rolf als Gesellschafter in die Leipziger Firma ein. 1949 wurde Heinrich Reclam Mitglied der Geschäftsführung des Stuttgarter Hauses und verließ damit Leipzig. Später folgte ihm auch Rolf Reclam. Beide übernahmen leitende Aufgaben in Stuttgart: Heinrich war ab 1953 alleiniger Geschäftsführer des Verlags und Rolf ab 1950 Mitgesellschafter. Im selben Jahr wurde mit der Einrichtung eines angemieteten Verlags- und Druckereigebäudes in der Mönchstraße 31 begonnen, Rolf war verantwortlich für den technischen Betrieb.
Rolf schied 1965 krankheitsbedingt aus dem Unternehmen aus. Er fungierte von 1966 bis zu seinem Tod 1977 als Gesellschafter der Firma. Beigesetzt wurde er auf dem Waldfriedhof zu Stuttgart.